# Nunca más

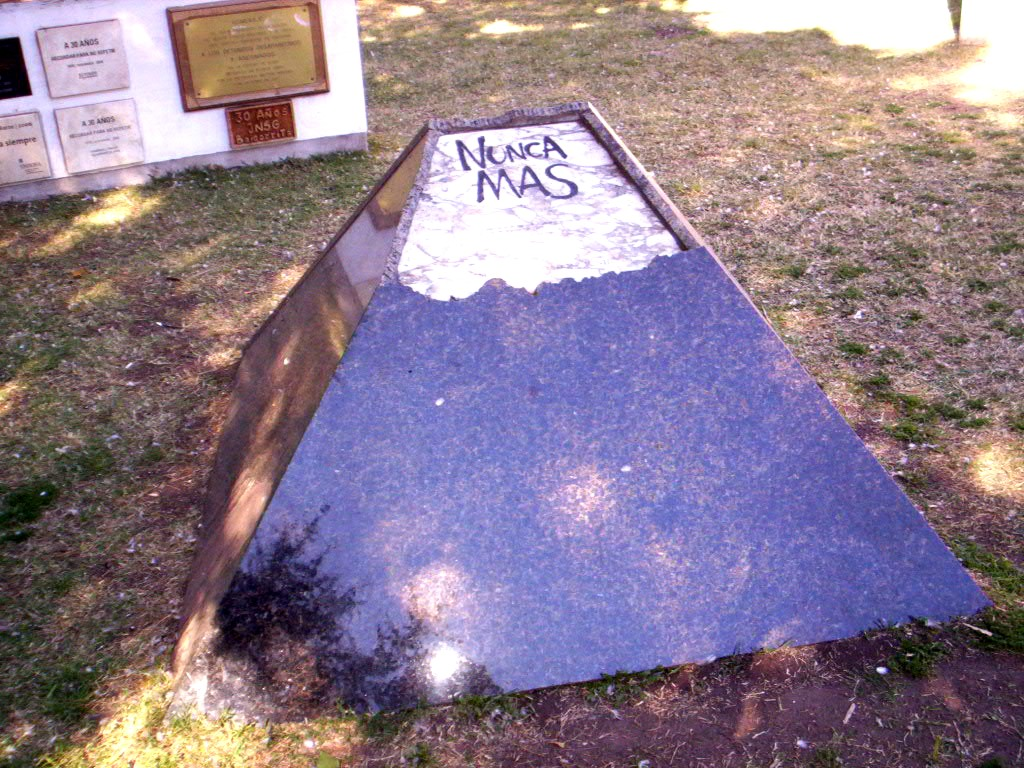
Monument der Erinnerung an Desaparecidos während der Diktatur, Junín, Argentinien

Nunca más (deutsch: Nie wieder) war der Name eines von der Comisión Nacional sobre la Desaparición de Personas (CONADEP) (Nationalkommission über das Verschwinden von Personen) erstellten Berichts über Menschen, die während der Zeit der Militärdiktatur in Argentinien spurlos verschwunden waren (die „Desaparecidos“). Die Kommission unter Leitung von Ernesto Sabato arbeitete 1983/1984 die Praxis des gewaltsamen und heimlichen Verschwindenlassens von politischen Gegnern während der Argentinischen Militärdiktatur (1976–1983) auf. Dabei stellte sich heraus, dass diese Praxis ein Teil des so genannten schmutzigen Krieges der Militärs war. Der am 20. September 1984 vorgelegte Abschlussbericht erhielt auch den Namen des Leiters, Informe Sabato.
Die Kommission war am 15. Dezember 1983, fünf Tage nach dem Amtsantritt des ersten demokratisch gewählten Präsidenten nach der Militärdiktatur, Raúl Alfonsín, geschaffen worden. Das Ziel war Aufklärung über die Geschehnisse während der Diktatur, die im Jahr 1976 errichtet worden war. Aufgabe war das Sammeln von Informationen über die Verschwundenen, die Entführungen und die Folter, die von dem Regime verübt worden waren. In einem Zeitraum von 280 Tagen wurden von Angehörigen 8.961 Verschwundene gemeldet. Gleichzeitig gab es verschiedene Schätzungen von Dunkelziffern. Heute geht man von 30.000 Opfern aus.
Der Staatsanwalt Julio Strassera schloss sein Plädoyer im Verfahren gegen die Oberbefehlshaber der Militärregierung 1985 mit den Worten „Quiero utilizar una frase que no me pertenece, porque pertenece ya a todo el pueblo argentino. Señores jueces: Nunca más“ („Ich möchte einen Satz verwenden, der nicht mir gehört, denn er gehört schon dem gesamten argentinischen Volk. Meine Herren Richter: Nie wieder“) und bezog sich damit auf den Bericht der CONADEP.

## Mitglieder
Außer Sabato gehörten der Kommission an:
- Ricardo Colombres
- René Favaloro (1923–2000), Kardiologe, zog sich später zurück
- Hilario Fernández Long (1918–2002), Ingenieur und Erzieher
- Carlos T. Gattinoni, Bischof der Iglesia Evangélica Metodista Argentina
- Horacio H. Huarte, Abgeordneter
- Gregorio Klimovsky (1922–2009), Mathematiker und Erkenntnistheoretiker
- Santiago M. López (Abgeordneter)
- Marshall Meyer (1930–1993), orthodoxer Rabbiner aus den USA
- Jaime de Nevares (1915–1995), katholischer Bischof
- Hugo D. Piucill, Abgeordneter
- Eduardo Rabossi (1930–2005), Philosoph
- Magdalena Ruiz Guiñazú (* 1935), Journalist